# 胡一魁
胡一魁（？年—？年），字伯連，號台斗，广东广州府新会县荷塘镇白藤人。明末政治人物。

## 生平
萬曆四十年（1612年）壬子科广东乡试舉人，崇祯四年（1631年）辛未科进士，吏部观政后，授漳浦县知县，六年降职。